# 马毛姐
马毛姐（1935年9月—），本名马三姐，女，汉族，安徽无为人，中国支前模范，曾任安徽省合肥市服装鞋帽工业公司副经理。

## 生平
马毛姐1935年生于无为县马家坝村一个贫苦的渔民家庭，在家中排行第三，但并没有名字，只被称为“三姐”。1949年2月，中国人民解放军来到无为县，准备渡江作战，渡江突击队因此在当地招募船工，马毛姐瞒着父母和兄长报名。1949年4月20日，渡江战役开始，马毛姐在掌舵、划桨时被中華民國國軍子弹击中右臂，但仍坚持撑船，最终其船只成为第一批抵达长江南岸的渡江突击队，当晚马毛姐兄妹二人横渡长江6次，共运送3船解放军到达长江南岸。
1951年9月，当时在无为土改工作队的马毛姐接到毛泽东的请柬，赴北京参加国庆观礼。当年10月4日，毛泽东将马毛姐接到中南海，邀请她到家中做客，与李敏、李讷共进午餐，毛泽东也正式以自己的姓氏为本无名字的马三姐取名“马毛姐”。1954年电影《渡江侦察记》中的刘四姐一角即以马毛姐为原型。